# Star Micronics
 (février 2021).
Star Micronics est une entreprise japonaise de fabrication d'imprimantes fondée en 1947.

## Historique
Star Manufacturing Co., Ltd. est fondée en 1947 et constituée en 1950 avec un capital de 500 000 ¥ à Tegoshi, dans la préfecture de Shizuoka, pour fabriquer et vendre des montres de poignet et des pièces pour appareils photo.
Ces produits sont vendus à des entreprises comme Premier Inn ou l'aéroport de Skavsta, à Stockholm.
En 2011, l'entreprise comptait 2 500 employés et faisait un chiffre d'affaires de plus de 267 millions de livres Sterling.